# Charlene
Charlene, auch Charlène, Charlaine oder Charleen, ist ein weiblicher Vorname.

## Herkunft und Bedeutung
Der Name stammt aus dem Englischen (die französische Form ist Charlène) und ist eine weibliche Form des Vornamens Karl. Da der Name Karl „Freier Mann; Herr; Ehemann“ bedeutet, handelt es sich bei der Bedeutung der weiblichen Form Charlene wohl um „freie Frau; Frau; Ehefrau“.

## Bekannte Namensträgerinnen
- Charlene (Sängerin) (* 1950),  US-amerikanische Sängerin
- Charlene Arthur  (1929–1987), US-amerikanische Schauspielerin
- Charlene Brinkman, US-amerikanische Schauspielerin, Model und Autorin, siehe Brinke Stevens
- Charlene de Carvalho-Heineken (* 1954), niederländische Unternehmerin
- Charleen Deetz (* 1995), deutsche Schauspielerin
- Charlene Gallego (* 1956), US-amerikanische Serienmörderin
- Charlène Guignard (* 1989), französisch-italienische Eiskunstläuferin (Eistanz)
- Charlaine Harris (* 1951), US-amerikanische Bestseller-Autorin, bevorzugt von Mystery-Geschichten
- Charlene Holt (1928–1996), US-amerikanische Schauspielerin und ein Model
- Charlene Keys, (alias Tweet, * 1972), US-amerikanische Sängerin
- Charlene McKenna (* 1984), irische Schauspielerin
- Charlène von Monaco (* 1978 als Charlene Wittstock), Fürstin von Monaco, ehemalige südafrikanische Schwimmerin
- Charlene Polite (1943–1999), US-amerikanische Schauspielerin
- Charlene du Preez (* 1987), südafrikanische Radrennfahrerin
- Charlene Louise Rendina (* 1947), australische Leichtathletin
- Charlene Tilton (* 1958), US-amerikanische Schauspielerin
- Charlene Woitha (* 1993), deutsche Leichtathletin (Hammerwurf)